# Eruca
Eruca es un género de plantas con flores  con cinco especies, perteneciente a la familia Brassicaceae. Nativo de la región del Mediterráneo. Comprende 51 especies descritas y de éstas, solo 3 aceptadas.

## Descripción
Son plantas caducifolias que alcanzan 20-100 cm de altura. Las hojas son profundamente lobuladas con 4-10 pequeños lóbulos laterales. Las flores son de 2-4 cm de diámetro que se agrupan en corimbos, con la típica estructura de las Brassicaceae, los pétalos crema blanco con venas púrpura y estambres amarillos. El fruto es una silicua de 12-15 mm de longitud que contienen numerosas semillas.

## Taxonomía
El género fue descrito por Philip Miller y publicado en The Gardeners Dictionary ; 1768.
Etimología
Eruca: nombre genérico del latín clásico utilizado por Columela, Plinio el Viejo, Horacio y Marcial.  Eruca es una palabra latina que significa 'oruga' también  "oruga peluda 'ya que la planta puede tener suave tallos.

## Especies aceptadas
A continuación se brinda un listado de las especies del género Eruca aceptadas hasta septiembre de 2013, ordenadas alfabéticamente. Para cada una se indica el nombre binomial seguido del autor, abreviado según las convenciones y usos.
- Eruca loncholoma (Pomel) O.E.Schulz
- Eruca setulosa Boiss. & Reut.
- Eruca vesicaria (L.) Cav.

1. ↑  Eruca en PlantList
2. ↑  Blamey, M. & Grey-Wilson, C. (1989). Flora of Britain and Northern Europe. ISBN 0-340-40170-2
3. ↑  Flora of NW Europe: Eruca vesicaria Archivado el 14 de octubre de 2007 en Wayback Machine.
4. ↑  Huxley, A., ed. (1992). New RHS Dictionary of Gardening. Macmillan ISBN 0-333-47494-5.
5. ↑  «Eruca». Tropicos.org. Missouri Botanical Garden. Consultado el 26 de septiembre de 2013.
6. ↑  «En Nombres Botánicos». Archivado desde el original el 15 de mayo de 2010. Consultado el 30 de septiembre de 2014.